# The Land Before Time VII: The Stone of Cold Fire
The Land Before Time VII: The Stone of Cold Fire (bra: Em Busca do Vale Encantado VII – A Pedra do Fogo Gelado) é um filme de animação musical de aventura, direto para vídeo, dos Estados Unidos de 2000 e o sétimo filme da série The Em Busca do Vale Encantado, produzido e dirigido por Charles Grosvenor.
Este foi o único filme da série a ser escrito por Len Uhley e o primeiro a não ter a narração de John Ingle. Começando neste filme, o estúdio taiwanês-americano Wang Film Productions assumiu o trabalho de animação em toda a série Em Busca do Vale Encantado até a série de televisão de mesmo nome de 2007 e Em Busca do Vale Encantado XIII: A União dos Amigos passando a adaptar a série em animação digital, depois que o estúdio sul-coreano AKOM forneceu animação para os cinco filmes anteriores.

## Enredo
No meio da noite, Littlefoot vê um meteoro cair do céu e colidir com o vulcão Pico Três Chifres. Quando Littlefoot descreve isso na manhã seguinte, os adultos do Grande Vale não levam a sério, exceto por dois misteriosos dinossauros recém-chegados referidos como "Caras de Arco-Íris" (Gallimimus) pelos personagens. Os Caras de Arco-Íris contam a eles sobre possibilidades de maravilhas além do que eles sabem, e sugerem que a rocha pode ser uma pedra mágica de fogo gelado. Littlefoot tenta dizer ao pai de Saura que ele sabe onde a rocha voadora estava e como encontrá-la. Mas o pai de Saura avisa Littlefoot sobre o Misterioso Além, especialmente partes com vulcões, estão fora dos limites. O avô de Littlefoot concorda e diz a Littlefoot que até que os dinossauros imigrantes deixem o Grande Vale, seria melhor para eles não se preocuparem com a rocha voadora.
Pterano, o tio rejeitado do amigo de Littlefoot, Petrúcio, ouve a conversa e conspira para encontrar a rocha para usar seus poderes para controlar o vale. Pterano faz com que Petrúcio, que o idolatra, diga a ele a localização da pedra. A amiga de Littlefoot, Patassaura, ouve o plano de Pterano, mas antes que ela possa avisar os outros, Pterano e seus comparsas, Rinkus e Sierra, a capturam e partem para encontrar a Pedra. Ao descobrir o sequestro de Patassaura, os adultos contam aos jovens como Pterano no passado liderou parte do rebanho durante a busca pelo vale até sem querer liderá-los pra um local onde ficaram presos e foram atacados predadores o que acabou por fazê-lo ser exilado do grupo. Enquanto os adultos demoram para tomar uma decisão, Littlefoot, Petrúcio, Saura e Spike saem sozinhos em busca de Patassaura.
Enquanto isso, Patassaura escapa dos voadores e cai em uma caverna enquanto foge. Depois que as crianças a encontram, Patassaura conforta Petrúcio, que está perturbado com as ações de seu tio, afirmando que ela poderia dizer que Pterano é o menos perverso dos três voadores e tem potencial se redimir. Rinkus e Sierra de repente recapturam Patassaura e perseguem as crianças, violando as ordens de Pterano, mas as crianças os superam. Enquanto os voadores voam para longe, Petrúcio diz a eles para não irem e uma tempestade vem. Enquanto isso, os dinossauros adultos percebendo o sumiço das crianças pedem à mãe de Petrúcio para encontrar outro voador para ajudá-la a encontrar as crianças. Ao mesmo tempo, Sierra demonstra sentimentos de rebelião em relação a Pterano, mas Rinkus o convence a não traí-lo até que encontrem a pedra.
As crianças perseguem os voadores, esperando alcançar a pedra antes deles. Os Caras de Arco-Íris os ajudam a chegar lá, onde descobrem que a pedra é apenas um meteorito comum. Lamentando essa constatação, Pterano explica que pretendia criar um paraíso com o poder da pedra, sem perceber que esse paraíso já existe na forma do Grande Vale. Não querendo acreditar que a pedra não é mágica, Rinkus e Sierra traem Pterano. No entanto, no momento que eles partem pra partir a pedra o vulcão começa a entrar em erupção.
A mãe de Petrúcio chega com ajuda de um pterodátilo enorme para evacuar as crianças fazendo todos retornarem para casa. Pterano é agradecido por salvar a vida de Patassaura , e seu exílio é reduzido para cinco anos. Petrúcio interrompe e tenta implorar contra a punição, implorando aos adultos que deixem Pterano viver no vale para sempre, mas a mãe de Petrúcio diz ao filhos que, embora Pterano possa estar arrependido, isso não muda o que ele fez e ele ainda deve ser responsabilizado. Pterano, concordando com o banimento, diz a Petrúcio que todos devem assumir a responsabilidade por suas ações e garante a Petrúcio que ele deve ficar bem. Aceitando o resultado, Petrúcio se despede de Pterano em lágrimas.
Naquela noite, Littlefoot encontra os Caras de Arco-Íris, que lhe dizem que a pedra não era mágica, mas que sua busca por ela era o que realmente importava, e dizem novamente que há muitos segredos pelo mundo a serem descobertos. Os dois desaparecem numa luz pelo céu antes dos amigos de Littlefoot chegarem e o mesmo diz a eles que ainda há muitos segredos para serem revelados.

## Recepção
A Entertainment Weekly deu ao filme uma nota "B" e escreveu que ele "supera as histórias infantilizadas de dinossauros do Barney", com seu "ritmo rápido de velociraptor e um mínimo meloso". Em agosto de 2014, o New York Post classificou cada um dos 13 filmes de Em Busca do Vale Encantado lançados até aquele momento e colocou A Pedra do Fogo Gelado no número 10, escrevendo: "Embora não seja tão irritante quanto os 'Minissauros', o nome 'Cara de Arco-Íris' chega bem perto".
O filme recebeu indicações para "Melhor Estreia de Vídeo Animado" e "Melhor Performance de Personagem Animado" para Littlefoot e Pterano no Video Premiere Awards em 2001, perdendo para José - O Rei dos Sonhos e Batman do Futuro: O Retorno do Coringa, respectivamente. Aria Curzon recebeu um prêmio de "Melhor Jovem Dubladora" no 23º Young Artist Awards em 2002 por seu papel como Patassaura neste filme, bem como nos filmes V, VI, e VIII.